# Bom Jardim da Serra
Bom Jardim da Serra est une ville brésilienne de l'intérieur de l'État de Santa Catarina.

## Géographie
Bom Jardim da Serra se situe à une latitude de 28° 20′ 13″ sud et à une longitude de 49° 37′ 30″ ouest, à une altitude de 1 245 mètres.
Sa population était de 4 400 habitants au recensement de 2010. La municipalité s'étend sur 935 km2.
Elle fait partie de la microrégion de Campos de Lages, dans la mésorégion Serrana de Santa Catarina.

## Généralités
Bom Jardim da Serra est une ville tranquille. Ses habitants, principalement d'origine portugaise, italienne et espagnole, ont pour principale activité la culture de la pomme et de la pomme de terre, ainsi que l'élevage.
La température moyenne y est de 5 °C en hiver et de 14 °C en été. Bom Jardim da Serra ne concentre presque aucune source de pollution et son air est considéré comme un des plus purs du pays. Durant l'hiver, il neige fréquemment.

## Histoire
L'histoire de Bom Jardim da Serra commence au début du XVIIIe siècle, quand les tropeiros du sud du pays, surtout du Rio Grande do Sul, voyageaient jusqu'à l'État de São Paulo pour y mener leurs troupeaux et autres marchandises.
Au cours de leurs longs voyages, ils faisaient des haltes fréquentes en des points particuliers. Du fait de sa situation au sommet de la serra do Rio do Rastro, dont la descente était pénible, voire périlleuse, Bom Jardim da Serra était un point de repos privilégié des tropeiros. Au fil du temps, un petit village se créa, se développant avec le commerce, jusqu'à devenir un point de passage quasi obligé pour les personnes souhaitant rejoindre l'État de São Paulo depuis le littoral de Santa Catarina.
Avec le développement de l'exploitation forestière et pour ses grandes étendues d'araucarias natifs, beaucoup d'entreprises s'installèrent à Bom Jardim da Serra, de 1949 à 1967 environ, exploitant de nombreuses scieries. Pendant cette période, de nombreux emplois furent créés dans ce secteur et le commerce de la ville connut un grand essor.
Cependant, à cause d'une exploitation incontrôlée, la majeure partie des forêts natives furent décimées, devenant de simples champs. Avec l'extinction des araucarias, les scieries s'en furent de même, entrainant un fort déclin de l'activité de la ville.
La municipalité de Bom Jardim da Serra fut créée le 5 mars 1967. Avant cela, la localité était rattachée à São Joaquim.

## Économie
Les terres de la région sont majoritairement rocheuses, rendant difficiles l'agriculture. Le sol y est donc principalement utilisé comme pâturage pour les animaux.
Certains agriculteurs se sont cependant lancés dans la production de pomme dans certains secteurs du plateau, avec un certain succès d'ailleurs, jusqu'à en faire la principale production locale. L'élevage vient en second, avant la culture de la pomme de terre.
Certaines études ont démontré la qualité du sol et son aptitude à recevoir des vignes. La municipalité, avec le soutien de l'État de Santa Catarina, cherche à rendre possible et rentable cette culture avec pour fin la production de vin de qualité.

## Villes voisines
Bom Jardim da Serra est voisine des municipalités (municípios) suivantes :
- São Joaquim
- Urubici
- Orleans
- Lauro Müller
- Treviso
- Siderópolis
- Nova Veneza
- São José dos Ausentes dans l'État du Rio Grande do Sul